# Chemische Berichte
Chemische Berichte era una rivista accademica che si occupava di chimica.

## Storia
Viene fondato nel 1868 come Berichte der Deutschen Chemischen Gesellschaft (Ber. Dtsch. Chem. Ges.). Nel 1947 viene rinominato Chemische Berichte, nome che manterrà fino al 1996 quando si fonda con Liebigs Annalen e Recueil des Travaux Chimiques des Pays-Bas per formare Liebigs Annalen/Recueil e Chemische Berichte/Recueil (Chem. Ber./Recl.). Infine quest'ultima si fonderà insieme ad altre riviste europee per fondare European Journal of Inorganic Chemistry, mentre Liebigs Annalen/Recueil per European Journal of Organic Chemistry.